# شفرة التشخيص
في مجال الرعاية الصحية تُستخدم شفرات التشخيص كأداة لتجميع وتحديد الأمراض والاضطرابات والأعراض وحالات التسمم والآثار الضارة للأدوية والمواد الكيميائية والإصابات والأسباب الأخرى لمقابلة المرضى. التشفير التشخيصي هو ترجمة الوصفات الطبية المكتوبة للأمراض والعلل والإصابات إلى رموز من تصنيف معين. في التصنيف الطبي ، يتم استخدام شفرات التشخيص كجزء من عملية التشفير السريري إلى جانب شفرات التدخل . يتم تعيين شفرات التشخيص والتدخل من قبل أخصائي صحي مدرب على التصنيف الطبي مثل المبرمج السريري أو مدير المعلومات الصحية.
تم تنفيذ العديد من أنظمة تصنيف التشخيص بدرجات نجاح مختلفة في جميع أنحاء العالم. تركز التصنيفات المختلفة على نوع معين من لقاءات المرضى مثل حالات الطوارئ والمرضى العيادات الداخلية أوالخارجية والصحة العقلية بالإضافة إلى الرعاية الجراحية. يعد التصنيف الإحصائي الدولي للأمراض والمشاكل الصحية ذات الصلة (ICD) أحد أنظمة التصنيف الأكثر استخداماً على نطاق واسع لتشفير التشخيص لأنه يتيح إمكانية المقارنة واستخدام بيانات الوفيات و المرضى.
ومع تقدم المعرفة الصحية والطبية تتم مراجعة الشفرات التشخيصية وتحديثها بشكل عام لتتناسب مع أحدث المعارف الحالية في مجال الصحة. يمكن مراجعة الشفرات بشكل متكرر لإكتساب معرفة جديدة. يقوم DSM (انظر أدناه) بتغيير بعض التشفير الخاص به ليتوافق مع الشفرات الموجودة في التصنيف الدولي للأمراض. في عام 2005 على سبيل المثال قام الدليل التشخيصي والإحصائي للاضطرابات العقلية (DSM) بتغيير الشفرات التشخيصية لاضطرابات النوم الخاصة بإيقاع الساعة البيولوجية من مجموعة 307 إلى مجموعة 327؛ تعكس الرموز الجديدة انتقال هذه الاضطرابات من قسم الاضطرابات النفسية إلى قسم الأعصاب في التصنيف الدولي للأمراض.